# Иловац (Мехединци)
Иловац (рум. Ilovăț) насеље је у Румунији у округу Мехединци у општини Иловат. Oпштина се налази на надморској висини од 250 m.

## Становништво
Према подацима из 2011. године у насељу је живело 793 становника.